# Sebastián Losada
Sebastián Losada Bestard (ur. 3 września 1967 w Madrycie) – hiszpański piłkarz występujący na pozycji napastnika.

## Kariera klubowa
Losada karierę rozpoczynał w sezonie 1984/1985 w Realu Madryt. W Primera División zadebiutował 9 września 1984 w zremisowanym 1:1 meczu ze Sportingiem Gijón. Było to jedyne ligowe spotkanie rozegrane przez Losadę w tamtym sezonie w barwach Realu. W listopadzie 1984 został odesłany do jego rezerw, zespołu Castilla CF, grającego w Segunda División. Występował tam do 1987 roku, kiedy to na sezon 1987/1988 został wypożyczony do pierwszoligowego Españolu, z którym osiągnął finał Pucharu UEFA. W pierwszym spotkaniu finałowego dwumeczu z Bayerem 04 Leverkusen zdobył dwie bramki, a Español wygrał 3:0. W rewanżu zespół przegrał tym samym wynikiem, a w rzutach karnych, w piątej serii przy wyniku 2:3, Losada nie wykorzystał swojej szansy przez co Español przegrał cały finał.
W 1988 roku Losada wrócił do Realu i został zawodnikiem pierwszej drużyny. W sezonie 1988/1989 wywalczył z klubem mistrzostwo Hiszpanii oraz Puchar Króla. W kolejnym obronił tytuł mistrzowski, a następnie zdobył Superpuchar Hiszpanii.
W 1991 roku odszedł do Atlético Madryt, w którym spędził sezon 1991/1992, w trakcie którego zdobył z klubem Puchar Króla. Następnie grał w innych pierwszoligowych drużynach, Sevilli oraz Celcie Vigo. W 1995 roku zakończył karierę.

## Statystyki
| Rozgrywki                 | Poziom | Kraj      | Mecze | Bramki |
| ------------------------- | ------ | --------- | ----- | ------ |
| Primera División          | I      | Hiszpania | 131   | 34     |
| Segunda División          | II     | Hiszpania | 64    | 18     |
| Puchar Mistrzów           | –      | –         | 8     | 8      |
| Puchar UEFA               | –      | –         | 6     | 3      |
| Puchar Zdobywców Pucharów | –      | –         | 1     | 0      |

## Kariera reprezentacyjna
W 1985 roku Losada wziął udział w młodzieżowych mistrzostwach świata, na których rozegrał 5 spotkań i zdobył 3 bramki, dzięki czemu został królem strzelców. Hiszpania zaś została wicemistrzem turnieju. W latach 1988 oraz 1990 był uczestnikiem mistrzostw Europy U-21, w obu przypadkach zakończonych przez Hiszpanię na ćwierćfinale. Losada rozegrał na nich po jednym spotkaniu. Młodzieżowe reprezentacje Hiszpanii reprezentował także na szczeblu U-16 oraz U-18.
W seniorskiej reprezentacji Hiszpanii wystąpił jeden raz, 18 stycznia 1995 w zremisowanym 2:2 towarzyskim meczu z Urugwajem.